# Diggin' in the Crates Crew
Diggin' in the Crates Crew (DITC) è un gruppo hip hop statunitense di New York City. Nato nel 1990, il collettivo è composto da artisti veterani quali Diamond D, Lord Finesse, Fat Joe, Buckwild, O.C., Show & AG e, fino alla sua morte, da Big L.
Tra le più apprezzate nel circuito hip hop, la crew ha ottenuto riconoscimento nel panorama underground per aver scoperto e collaborato con diversi talenti sconosciuti collaborando e scoprendo diversi talenti artistici accanto ai rapper più commerciali.

## Discografia
Album in studio
- 1999 – Live At The Tramps New York
- 1999 – Day One
- 2000 – D.I.T.C.
- 2000 – The Official Version
- 2014 – The Remix Project
- 2016 – DITC Studios
- 2016 – Sessions

Raccolte
- 2000 – All Love
- 2007 – Rare & Unreleased
- 2008 – Unreleased Production 1994
- 2008 – Rare Breaks (Stack One)
- 2009 – Rare Breaks (Stack Two)
- 2009 – Rare & Unreleased Volume 2
- 2013 – Diggin in the Crates Crew
- 2014 – Rare Breaks (Stack Three)